# Корпус текстов
В лингвистике ко́рпус (множественное число — ко́рпусы) — подобранная и обработанная по определённым правилам совокупность текстов, используемых в качестве базы для исследования языка. Они используются для статистического анализа и проверки статистических гипотез, подтверждения лингвистических правил в данном языке. Корпус текстов является предметом исследования корпусной лингвистики.

## Основные свойства корпуса
Среди множества определений корпуса можно выделить его главные свойства:
- электронный — в современном понимании корпус должен быть в электронном виде
- репрезентативный — должен хорошо «представлять» объект, который моделирует
- размеченный — главное отличие корпуса от коллекции текстов
- прагматически ориентированный — должен быть создан под определённую задачу

## Классификация корпусов

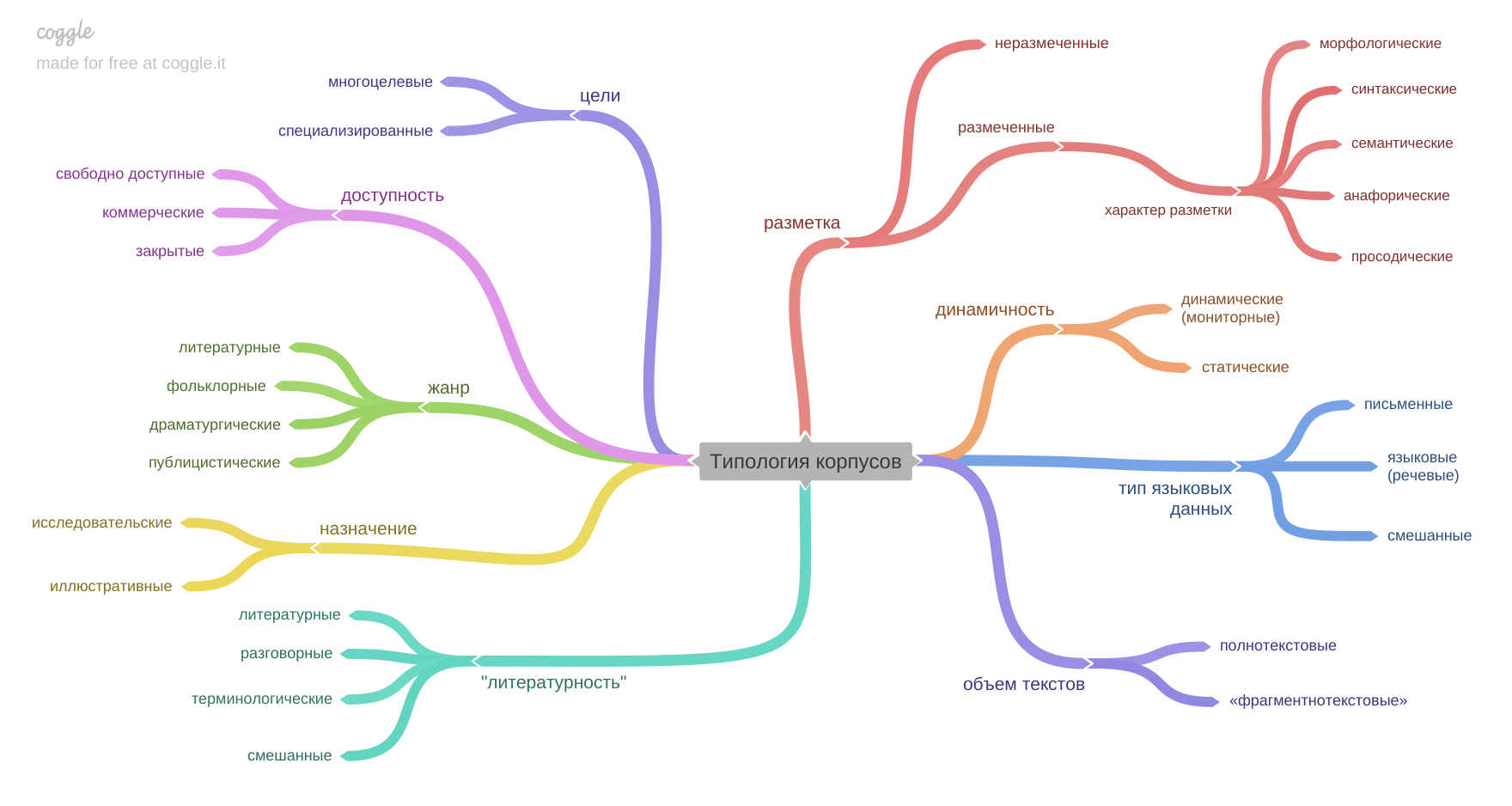
Одна из возможных классификаций корпусов.

Классифицировать корпусы можно по различным признакам: цель создания корпуса, тип языковых данных, «литературность», жанр, динамичность, тип разметки, объём текстов и так далее.
По критерию параллельности, например, корпусы можно разделить на одноязычные, двуязычные и многоязычные.
Многоязычные и двуязычные делятся на два типа:
1. параллельные — множество текстов и их переводов на один или несколько языков.
2. сопоставимые (псевдопараллельные) — оригинальные тексты на двух или нескольких языках.

## Разметка корпусов
Разметка заключается в приписывании текстам и их компонентам специальных тегов: лингвистических и внешних (экстралингвистических). Выделяют следующие лингвистические типы разметки: морфологическая, семантическая, синтаксическая, анафорическая, просодическая, дискурсная и т. д. К некоторым корпусам применяются дальнейшие структурные уровни анализа. В частности, некоторые небольшие корпусы могут быть полностью синтаксически размечены. Такие корпусы обычно называют глубоко аннотированными или синтаксическими, а сама синтаксическая структура при этом является деревом зависимостей.
Ручная разметка (аннотирование) текстов — дорогостоящая и трудоемкая задача. На данный момент в открытом доступе представлены различные программные средства для разметки корпусов. Условно их можно разделить на обособленные (stand-alone) и веб-ориентированные (web-based). При этом акцент разработчиков в последние годы сместился в сторону веб-приложений. Данные системы обладают рядом преимуществ:
- возможность одновременной разметки одного документа несколькими людьми
- не требуют установки дополнительных программных средств, кроме браузера
- гибкое разграничение прав доступа
- отображение текущего прогресса процесса разметки
- возможность модификации размечаемого корпуса

## Интернет как корпус
Современные технологии позволяют создавать «веб-корпусы», то есть корпусы, полученные путём обработки интернет-источников:

Веб-корпус представляет собой особый вид лингвистического корпуса, который создан путем постепенной загрузки текстов из интернета при помощи автоматизированных процедур, которые на лету определяют язык и кодировку отдельных веб страниц, удаляют шаблоны, элементы навигации, ссылки и рекламу (т. н. boilerplate), осуществляют трансформацию на текст, фильтрацию, нормализацию и дедупликацию полученных документов, которые затем можно обработать традиционными инструментами корпусной лингвистики (токенизация, морфосинтаксическая и синтаксическая аннотация) и внедрить в поисковую корпусную систему. Создание веб-корпуса не только намного дешевле, но прежде всего его размер может быть даже на порядок больше традиционных корпусов.— Владимѝр Бенко ARANEA — СЕМЕЙСТВО МИЛЛИАРДНЫХ ВЕБ-КОРПУСОВ

## Применение
Корпус — основное понятие и база данных корпусной лингвистики. Анализ и обработка разных типов корпусов являются предметом большинства работ в области компьютерной лингвистики (например, извлечение ключевых слов), распознавания речи и машинного перевода, в которых корпусы часто применяются при создании скрытых марковских моделей для маркирования частей речи и других задач. Корпусы и частотные словари могут быть полезны в обучении иностранным языкам.

## Корпусы текстов русского языка
- Национальный корпус русского языка
- Генеральный интернет-корпус русского языка
- Русскоязычный корпус проекта Aranea
- Корпус биографических текстов [5]
- RuTweetCorp [6]